# 媒体服务器
媒体服务器是人們能通过网络訪問的存储数字媒体（视频、音频或图像）的计算机设备或应用软件。媒体服务器的硬件包括能提供视频点播服務的服务器、小型个人电脑以及家用網路附加儲存。